# Evangelische Kirche (Haunetal-Neukirchen)

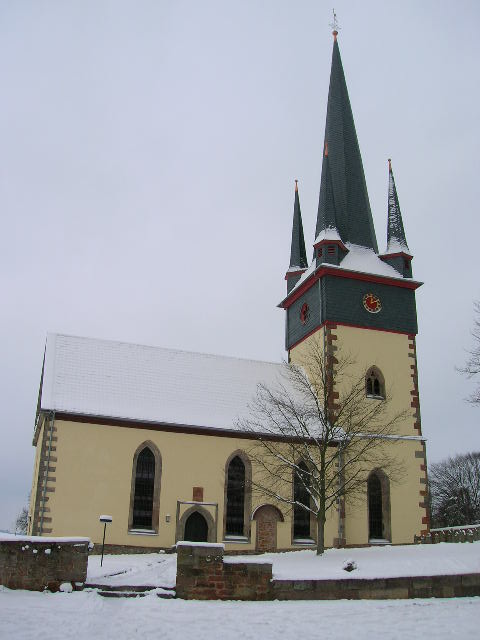
Evangelische Kirche in Neukirchen

Die evangelische Kirche Neukirchen ist ein denkmalgeschütztes Kirchengebäude im Ortsteil Neukirchen der Marktgemeinde Haunetal im Landkreis Hersfeld-Rotenburg  in Hessen. Die Kirchengemeinde gehört zum Kirchenkreis Hersfeld-Rotenburg im Sprengel Hanau-Hersfeld der Evangelischen Kirche von Kurhessen-Waldeck.

## Beschreibung
Die Saalkirche mit dem Chorturm ist im Kern romanisch. An der Südseite des Kirchenschiffs befindet sich ein vermauertes Portal mit einem romanischen Tympanon, auf dem ein stark verwittertes, flaches Relief Christus als Weltenrichter dargestellt wird. Ein spätromanisches Giebelkreuz steht heute im Innenraum. In spätgotischer Zeit wurde der zweigeschossige Turm um ein verschiefertes Geschoss erhöht, das die Turmuhr beherbergt. Außerdem erhielt er einen achtseitigen, spitzen Helm, der von vier Wichhäuschen flankiert wird. Das Kirchenschiff wurde 1630 in nachgotischen Formen mit spitzbogigen Fenstern umgebaut und verlängert. Über dem Südportal befindet sich das Wappen von Johann Bernhard Schenk zu Schweinsberg. 
Im Kirchenschiff befinden sich dreiseitig umlaufende, zweigeschossige Emporen, die 1663 und 1851 eingebaut wurden. Der Chor ist mit einem  Kreuzrippengewölbe auf Konsolen überspannt. Zur Kirchenausstattung gehört ein Flügelaltar von 1522. Im Schrein in der Mitte ist eine Kreuzigungsgruppe dargestellt. Auf den Flügeln sind innen Reliefs mit dem heiligen Georg und mit der Bekehrung des Paulus, außen sind sie mit Szenen der Passion bemalt. Die Orgel mit 15 Registern, zwei Manualen und Pedal wurde 1868–1870 von Georg Friedrich Wagner gebaut.